# Kompoljska jama - Potiskavec
Kompoljska jama - Potiskavec este o arie protejată (arie specială de conservare — SAC, sit de importanță comunitară — SCI) din Slovenia întinsă pe o suprafață de 154,72 ha, integral pe uscat.

## Localizare
Centrul sitului Kompoljska jama - Potiskavec este situat la coordonatele 45°47′52″N 14°43′50″E / 45.7977°N 14.7306°E.

## Înființare
Situl Kompoljska jama - Potiskavec a fost declarat sit de importanță comunitară în aprilie 2004 pentru a proteja 2 specii de animale. Situl a fost protejat și ca arie specială de conservare în februarie 2012.

## Biodiversitate
Situată în ecoregiunea continentală, aria protejată conține 1 habitat natural: Peșteri inaccesibile publicului.
La baza desemnării sitului se află mai multe specii protejate:
- amfibieni (1): proteu de peșteră (Proteus anguinus)
- nevertebrate (1): fluturele-tigru (Callimorpha quadripunctaria)